# Диалло, Хама
Хама Арба Диалло (фр. Hama Arba Diallo; 23 марта 1939, Дори, Французская Верхняя Вольта — 30 сентября 2014) — государственный деятель и дипломат Верхней Вольты, министр иностранных дел (1983—1984).

## Биография
Родился в семье сотрудника колониальной администрации, который был одним из самых активных участников кампании по созданию Верхней Вольты, ранее разделенной Нигером, Мали и Берегом Слоновой Кости. В 1962 г. получил степень бакалавра в средней школе Филиппа Зинда Каборе в Уагадугу. Для продолжения образования отправился  в США. В 1967 г. был принят в Колумбийский университет в Нью-Йорке. 
- 1969—1970 гг. — представитель Институте международных исследований в Женеве, Швейцария.
- 1966—1969 гг. — посол Верхней Вольты в США.
- 1970—1975 гг. — директор по международному сотрудничеству в Министерстве иностранных дел.
- 1975—1979 гг. — посол в Нигерии.
- 1979—1983 гг. — директор судано-сахелианского бюро Организации Объединенных Наций.
- 1983—1984 гг. — министр иностранных дел Верхней Вольты.
- 1988—1989 гг. — посол в Китае, Индии и Японии.
- 1990—1992 гг. — специальный представитель Генерального секретаря ООН в Конференции по окружающей среде и развитию.
- 1993—2007 гг. — исполнительный секретарь Конвенции Организации Объединенных Наций по борьбе с опустыниванием.

На парламентских выборах 2007 года избран в Национальное собрание от партии за демократию и социализм, став одним их двух депутатов, получивших мандат от этой партии. Был избран заместителем председателя Национального Собрания.
В 2012 году был переизбран в парламент, также являлся мэром города Дори. Находился в оппозиции к президенту. Член оппозиции к президенту Компаоре. На выборах главы государства в 2010 году занял второе место, получив 8,2 % голосов в свою поддержку.